# Peter zataji Jezusa (Caravaggio)
Peter zataji Jezusa ali Zanikanje svetega Petra (La Negazione di Pietro) je slika, ki jo je okoli leta 1610 končal italijanski slikar Caravaggio. Na njej je upodobljen Peter, ki zataji Jezusa po njegovi aretaciji. Slika je shranjena v Metropolitanskem muzeju umetnosti v New Yorku.

## Izvor
Peter zataji Jezusa na splošno velja za eno od zadnjih dveh del Caravaggia, drugo pa je Mučeništvo svete Uršule. Verjetno je bilo končano v Neaplju poleti 1610. To datiranje je narejeno iz slogovnih in kompozicijskih razlogov, zlasti v primerjavi s sveto Uršulo.
Leta 1612 je slikar Guido Reni odšel iz Rima v svojo rodno Bologno in 8. marca 1612 dal graverju Luci Ciamberlanu navodila, naj da pobere preostanek svojih honorarjev od Reverenda Camera Apostolica za freske, ki jih je naslikal v kapeli Borghese v baziliki Santa Maria Maggiore. Ciamberlano je 12. septembra 1612 v njegovem imenu spet deloval pri pobiranju nekaterih drugih dolgov. Skupna vsota Renija je znašala 350 scudov. Zdi se, da je Ciamberlano zamujal s pošiljanjem tega denarja, saj je 3. maja 1613 Reni za pobiranje imenoval Alessandra Albinija. Povabljen pred notarja Simona Petrusa Corallusa, je Ciamberlano ponudil »sliko roke pokojnega mojstra Michelangela da Caravaggia, za katero pravijo, da prikazuje zanikanje sv. Petra s služkinjo«. Ocenili so jo na 240 scudov in jo je Albini sprejel kot plačilo. Preostali znesek 110 scudov je bil izplačan v naslednjih sedmih letih.
Številni umetniki, ki so bili v tem času dejavni v Rimu, so morali vedeti za sliko. Njen vpliv je razviden iz dela Joséja de Ribere, ki je danes v galeriji Corsini v Rimu, datiran približno 1613–15. Tudi Lionello Spada je na podlagi slike zaključil vsaj dve deli z avtogrami, ena je v zasebni zbirki, druga v Galleria Nazionale, Parma. Spada se je leta 1614 vrnil v Bologno iz Rima in Malte.
Reni je sliko verjetno zavrgel v naslednjem desetletju, odkar se pojavlja v popisu kardinala Paola Savellija, ki je bil izdelan v palači Ariccia leta 1624. Savelli je bil pokrovitelj Orazija Gentileschija, sodobnika Caravaggia v Rimu, in bil lastnik vsaj dvanajst njegovih slik.
Kardinal je umrl leta 1632 in jo prepustil svojemu bratu Federicu Savelliju (umrl 1649), ta pa svojemu nečaku kardinalu Fabriziju Savelliju. Leta 1650 je bila zbirka Savelli ponujena v prodajo vojvodi Modene, slika pa je bila kmalu zatem prodana.
Leta 1798 je Matthew Pilkington v cerkvi Certosa di San Martino v Neaplju zapisal sliko »avtorja Caravaggia, ki predstavlja zanikanje sv. Petra, s polovičnimi figurami in v naravni velikosti«. Dokument z dne 28. septembra 1655 navaja, da ga je Certosi prodal arhitekt Cosimo Fanzago in je bila obešena nad vrati zakristije. Bernardo de' Dominici je to sliko v tretjem zvezku knjige Vite dei Pittori, Scultori, ed Architetti Napolitani (1742) opisal kot »čudež umetnosti, izveden s tako močjo resnice, da zmaga nad delom, ki je v njegovi bližini«. Battistello Caracciolo je naredil kopijo te slike, ki je zdaj izgubljena. Ni znano ali je ta slika enaka sedanji; nekaj časa po tem, ko je Bernardo de' Dominici nanjo opomnil, je bila odstranjena in domnevno prodana. [8] Giovanni Pietro Bellori (1672) je zapisal, »prikazuje služinčad, ki kaže na Petra, ki se z odprtimi rokami obrača v zanikanju Jezusa; naslikan je v nočni luči z drugimi figurami, ki se grejejo ob ognju«. Zdi se, da obstaja druga različica Caravaggiovega Zanikanja sv. Petra, ki ni bila najdena.
Kmalu po drugi svetovni vojni je sedanjo sliko Neapeljčan Vincenzo Imparato Caracciolo na neapeljski umetniški tržnici kupil kot anonimno delo trgovca s starinami. Po obnovi v letih 1959–64 jo je Caravaggiou na podlagi sloga pripisal Roberto Longhi.
V lasti jo je imela njegova hči principessa Elena Imparato Caracciolo iz Neaplja od leta 1964 do 1970, ko je bila prodana Ianu Diku iz švicarske Lozane. Dik jo je prodal Hermanu Shickmanu iz New Yorka, iz katerega zbirke je bila leta 1997 prodana Metropolitanskemu muzeju umetnosti.

## Tema in kompozicija
Glede na poročilo v evangelijih (Mt 26,69–75; Mr 14,66–72; Lk 22,55–62 in  Jn 18,17–18, 25–27), ko je bil Jezus aretiran, mu je Peter sledil v dvorišče »Peljali so ga najprej k Hanu; bil je namreč tast Kajfu, ki je bil tisto leto véliki duhovnik« (Jn 18,13). Tam so ga na treh ločenih soočenjih obtožili, da je Jezusov učenec. Peter je vsakič zanikal in s tem izpolnil Kristusovo prerokbo, da ga bo, preden bo zapel petelin, trikrat zatajil.
Oktobra 1609 so napadalci Caravaggia napadli v gostilni Osteria del Cerriglio v Neaplju, ki jo je vodil Giovanni Rodomonte Roero, Conte della Vezza. Zdi se, da si po napadu ni nikoli popolnoma opomogel, kar dokazujejo široke poteze čopiča in nefokusirana kakovost dela. Slog slike je podoben Mučeništvu svete Uršule (Banca di Napoli), s katerim mora biti bolj ali manj sodoben.  Caravaggio natančno obdeluje figure in duši velika območja v senci, da bi se izognil neprijetnim prikazom človeške telesnosti. Njegove slike so predstavljale tudi psihološko intenzivnost, ki je bila običajna v njegovem kasnejšem delu. Podobno čelado je uporabil Battistello Caracciolo v svoji sliki Osvoboditev svetega Petra (1615) v Pio Monte della Misericordia v Neaplju.

## V popularni kulturi
Videti zlovešče  v epizodi The Walking Dead je slika v bolnišnici Grady, potem ko so jo našli zunaj High Museumu v apokaliptični Atlanti. Ni jasno ali so se avtorji TV-serije The Walking Dead zmotili ali so namenoma uporabili Caravaggiovo Peter zataji Jezusa". Od leta 1997 je slika Caravaggia stalni del Metropolitanskega muzeja umetnosti v New Yorku. High Museum v Atlanti sicer ima sliko z naslovom Zanikanje svetega Petra, vendar je slika francoskega umetnika Nicolasa Tournierja in je bila naslikana leta 1630 in torej 20 let kasneje kot slika Caravaggia. Na Nicolasa Tournierja je močno vplivala istoimenska slika Caravaggia.